# Nakajima A2N
Le Nakajima A2N était un avion de chasse embarqué utilisé par la Service aérien de la Marine impériale japonaise pendant l'Entre-deux-guerres. Il était également connu comme Modèle 90. Ce chasseur monoplace embarqué entra en production en 1931 pour remplacer le Nakajima A1N. Très maniable, et apprécié autant de ses pilotes que du personnel technique, il était considéré comme supérieur à son successeur, le Nakajima A4N, en combat tournoyant. 100 exemplaires furent construits.